# میا مایسترو
میا مایسترو (اسپانیایی: Mía Maestro‎؛ زادهٔ ۱۹ ژوئن ۱۹۷۸) یک هنرپیشه، خواننده و ترانه‌سرا اهل آرژانتین است.
از فیلم‌ها یا برنامه‌های تلویزیونی که وی در آن نقش داشته است می‌توان به فریدا، گرگ و میش: سپیده‌دم - قسمت دوم، گرگ و میش: سپیده‌دم - قسمت اول، آلیاس، خاطرات موتورسیلکت، هتل، پوزئیدون، وحشی‌ها، در زمانه پروانه‌ها، دختر مقدس، تانگو، برداشتن قطعات، موسیقی هرگز متوقف نمی‌شود و برای عشق یا کشور: داستان آرتورو ساندووال اشاره کرد.